# 아나구라

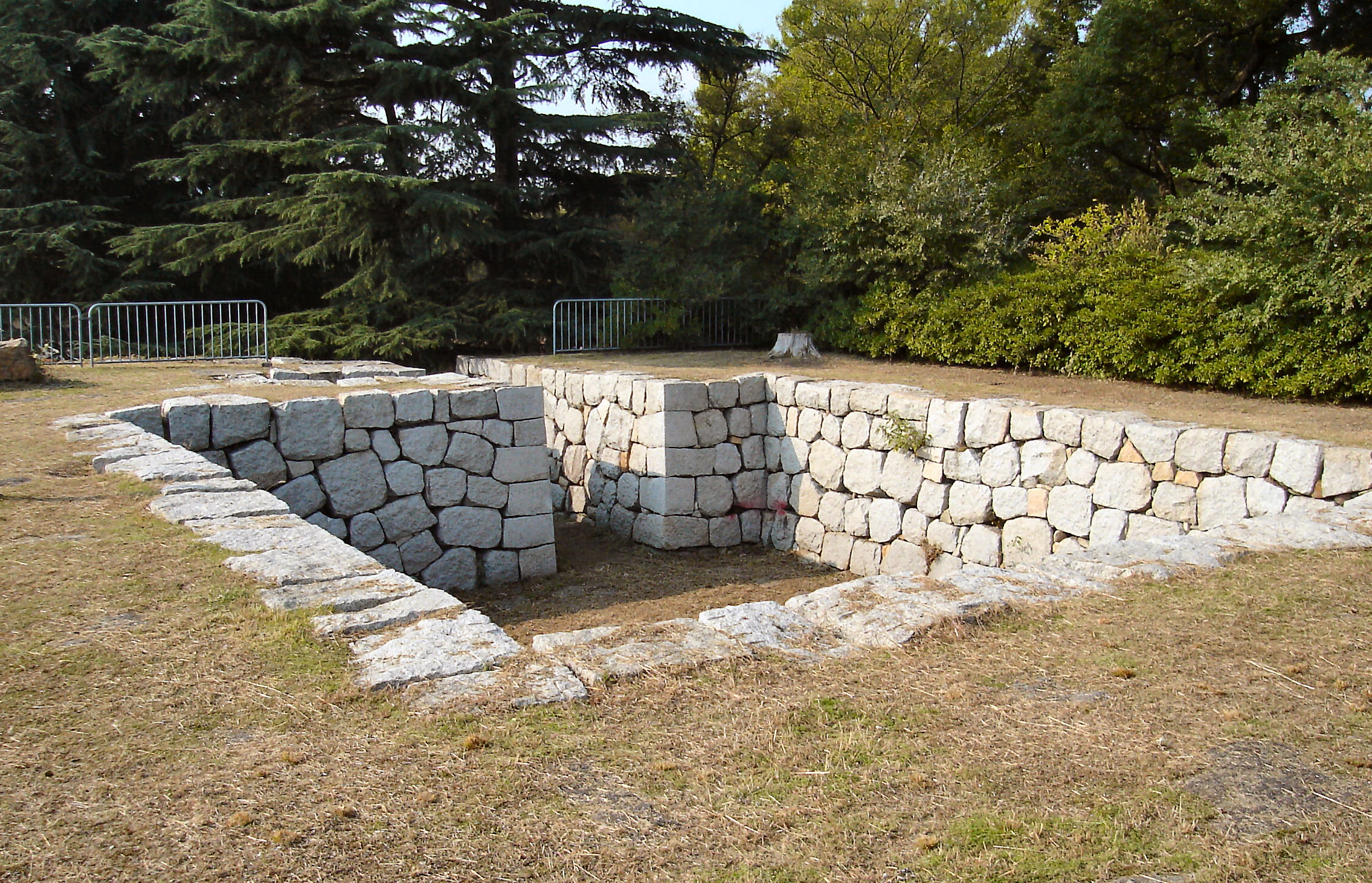
요도성 천수각 터.

아나구라(일본어: 穴蔵)는 일본 전통건축에서 토지의 사면에 횡혈이나 수혈을 조성하거나 기존의 굴을 이용해서 만든 지하창고다.
아나구라의 성립 시기는 정확히는 알 수 없으나, 『친장경기』의 분메이 10년(1478년) 기록에 화재가 나서 아나구라에 구족(갑옷)을 넣었다는 기록이 있다. 게이초 8년(1603년) 편찬된 『일포사전』의 “Anagura” 항목은 “지하 혹은 굴 속에 만들어 놓은, 곡식이나 식량을 담는 창고”라고 되어 있다. 이로 볼 때 에도시대 이전부터 아나구라는 보급되어 있었던 것으로 생각된다.:16-17
서민들 중에서는 메이랴쿠 2년(1656년)에 에도 혼마찌 2정목의 포목상 이즈미야 큐자에몬(和泉屋九左衛門)이 처음으로 아나구라를 지었다고 하며, 그 덕분에 이듬해 1657년 발생한 메이랴쿠 대화재에서 무사했다고 한다.
덴포 연간(1830-1844년), 게이힌 지역의 부호들이 금은을 저축하기 위해 아나구라를 만들었고, 중소 상점들에서도 아나구라를 조성했다. 도조보다 싼값에 축조할 수 있고 화재에도 강해서 서민들 사이에 지하창고가 널리 보급되었다. 에도에서도 큰 집에서는 도조와 별도로 저택 뒤편에 아나구라를 만들어 금은을 보관했다. 일반적으로 아나구라는 화재에 대비해 가재를 안전히 보관하기 위해 사용되었다. 그 용도에 따라 규모는 판이하여 큰 것은 공사 및 유지에 막대한 비용이 들었다.
목조 아나구라를 만드는 장인은 일반적으로 아나구라야(穴蔵屋)라고 불렸는데, 아나구라야는 에도 지방에는 각지에 있었지만 게이힌 지방에는 없었다. 아나구라 공사는 굴을 파는 굴방인족(掘方人足), 물막이 전문의 미장이(左官)들을 아나구라야가 청부도급하여 진행했다고 생각된다.
게이힌 지역의 아나구라는 벽면에 절석을 쌓았고, 지하수맥이 얕은 에도에서는 방수가 필요해서 목재로만 배 밑바닥을 만드는 요령으로 만들었다.
메이지 시대 이후 은행제도 보급에 의해 재산을 자택에 은닉할 필요가 없어진 점, 화재보험이나 유럽풍 방화건축이 도입되어 화재의 손해가 적어진 점 등으로 인해 아나구라는 쇠퇴하고 거의 만들어지지 않게 되었다.